# Wapen van Zottegem
Het huidige wapen van Zottegem werd op 9 oktober 1990  per koninklijk besluit aan de Oost-Vlaamse gemeente Zottegem toegekend. De bekendmaking volgde op 25 september 1991 in het Belgisch Staatsblad.
Een eerste wapen kreeg de gemeente van de Hoge Raad van Adel in 1818. Dit wapen was niet heraldisch verantwoord en werd daarom in 1990 vervangen door het huidige. Beide wapens zijn wel in Nassause kleuren 

## Blazoeneringen
Het wapen werd in 1818 toegekend en in 1837 bevestigd in het Frans en een jaar later in het Nederlands. Door de fusie in 1977 was een nieuw wapen nodig. Door dit alles zijn er vier blazoeneringen ontstaan.

### Eerste wapen
Gegeerd van 10 stukken, waarvan 5 blaauwe en 5 gouden, de gouden beladen elk met 3 blaauwe gepunte kruiszen geplaatst 2 en 1.
Het wapen bestond uit tien driehoeken (geren) die afwisselend blauw of goud (geel) van kleur waren. De vijf gouden hadden elk drie blauwe kruizen, twee naast elkaar en een in de punt.
Hieronder een aantal voorbeelden van het wapen:

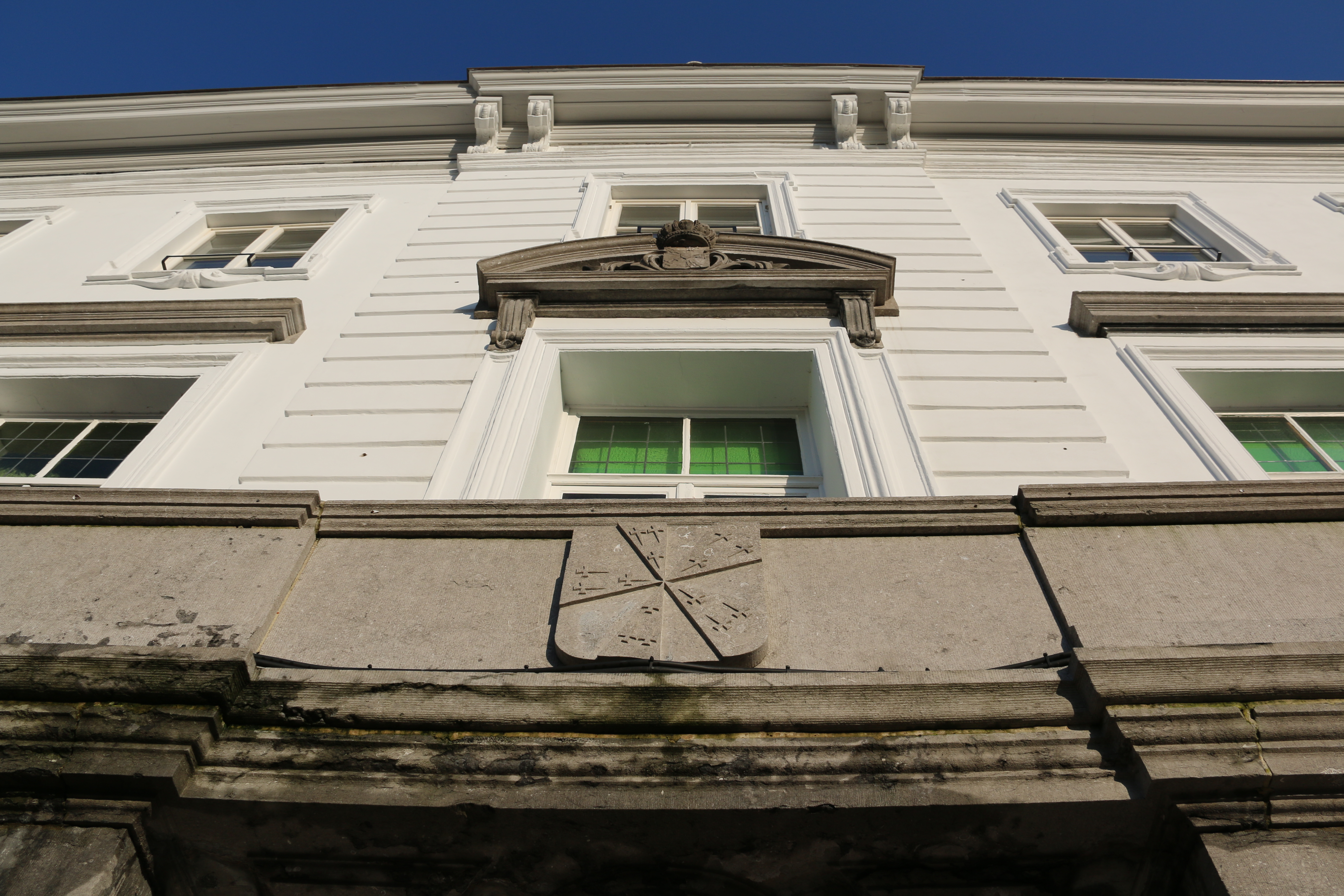
Het oude wapenschild op het stadhuis van Zottegem
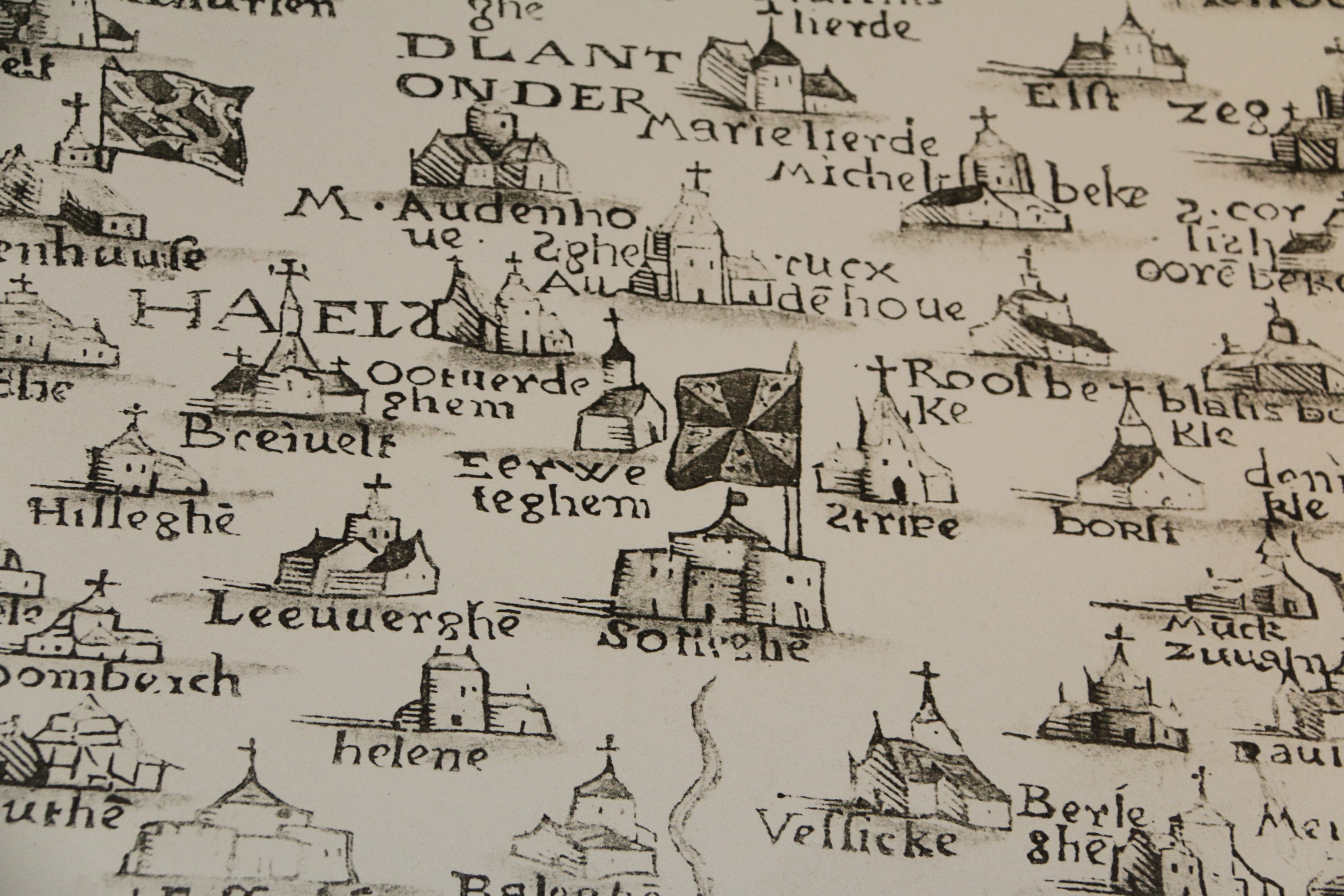
Vlag met het oude wapenschild op de Charte van Vlaendren (Pieter van der Beke, 1538)
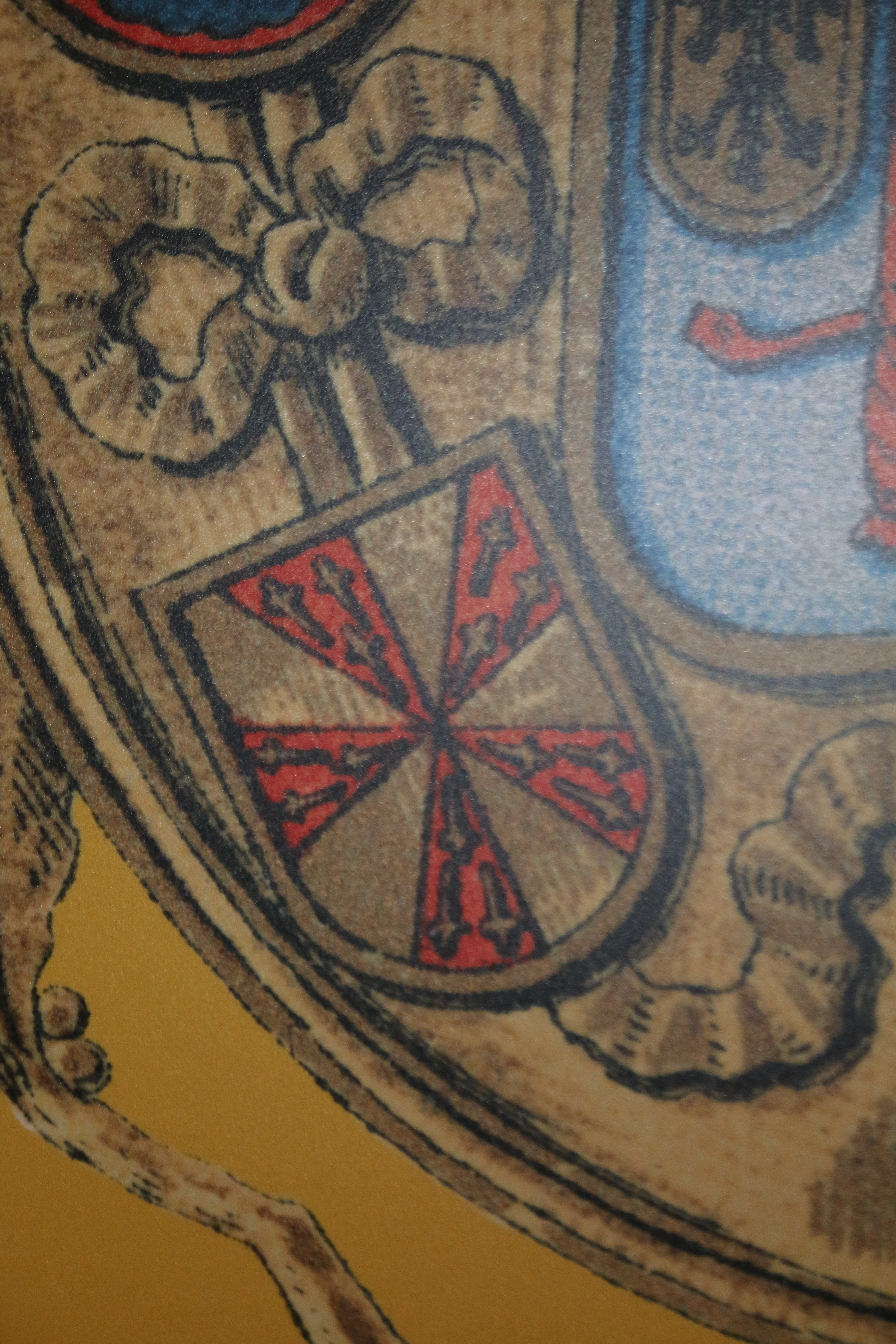
Wapen van de baronie van Zottegem
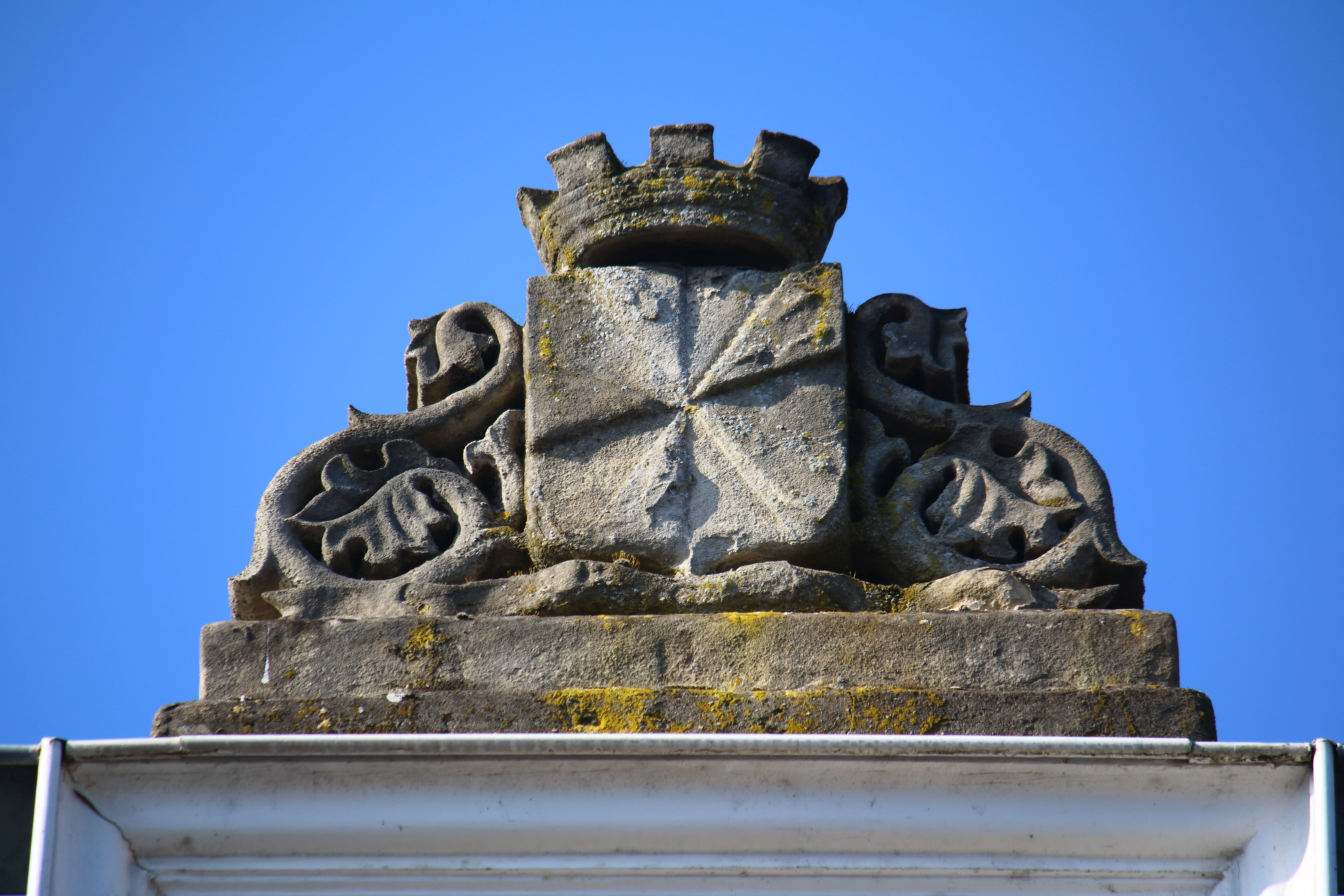
Het oude wapenschild op de voormalige gemeenteschool
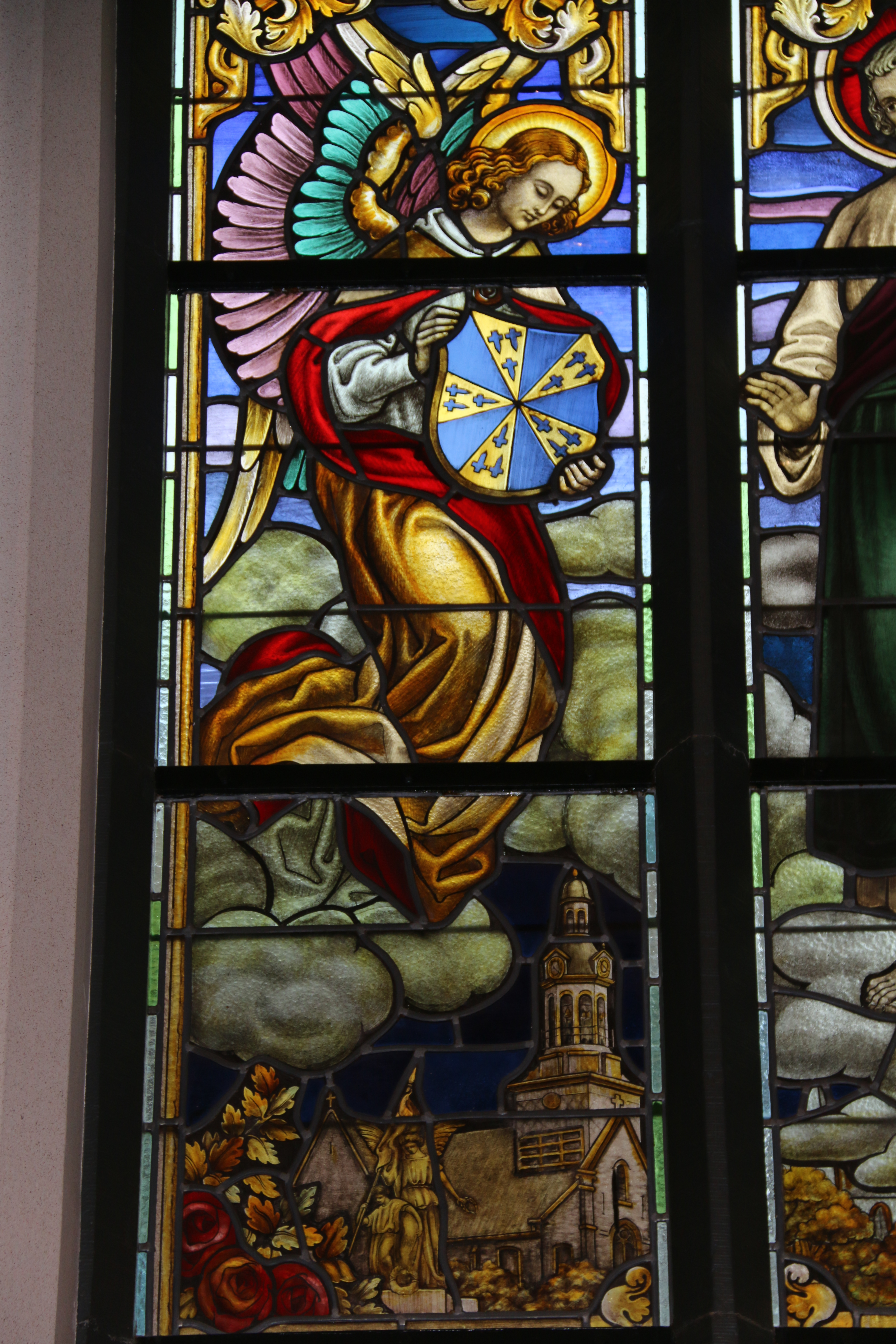
Het oude wapenschild op een glasraam in het Sint-Barbarainstituut

### Tweede wapen
Gironnées d'azur & d'or de dix pièces à trois croix au pied fiché d'azur sur l'or.

Dryhoeken van hemelsblaeuw en geel koleur tien in getal met dry kruysen met den voet van hemelsblaeuw koleur gevestigd op het geel. 
Het wapen was gelijk aan het vorige wapen.

### Derde wapen
De blazoenering voor het huidige wapen luidt als volgt:
In lazuur een leeuw van goud.
Het derde, tevens huidige, wapen is nog altijd in de Nassause kleuren, maar nu is het hele schild blauw met daarop een gouden, op zijn achterpoten staande, leeuw. Het wapen heeft geen kroon of andere uitwendige versierselen.

## Geschiedenis

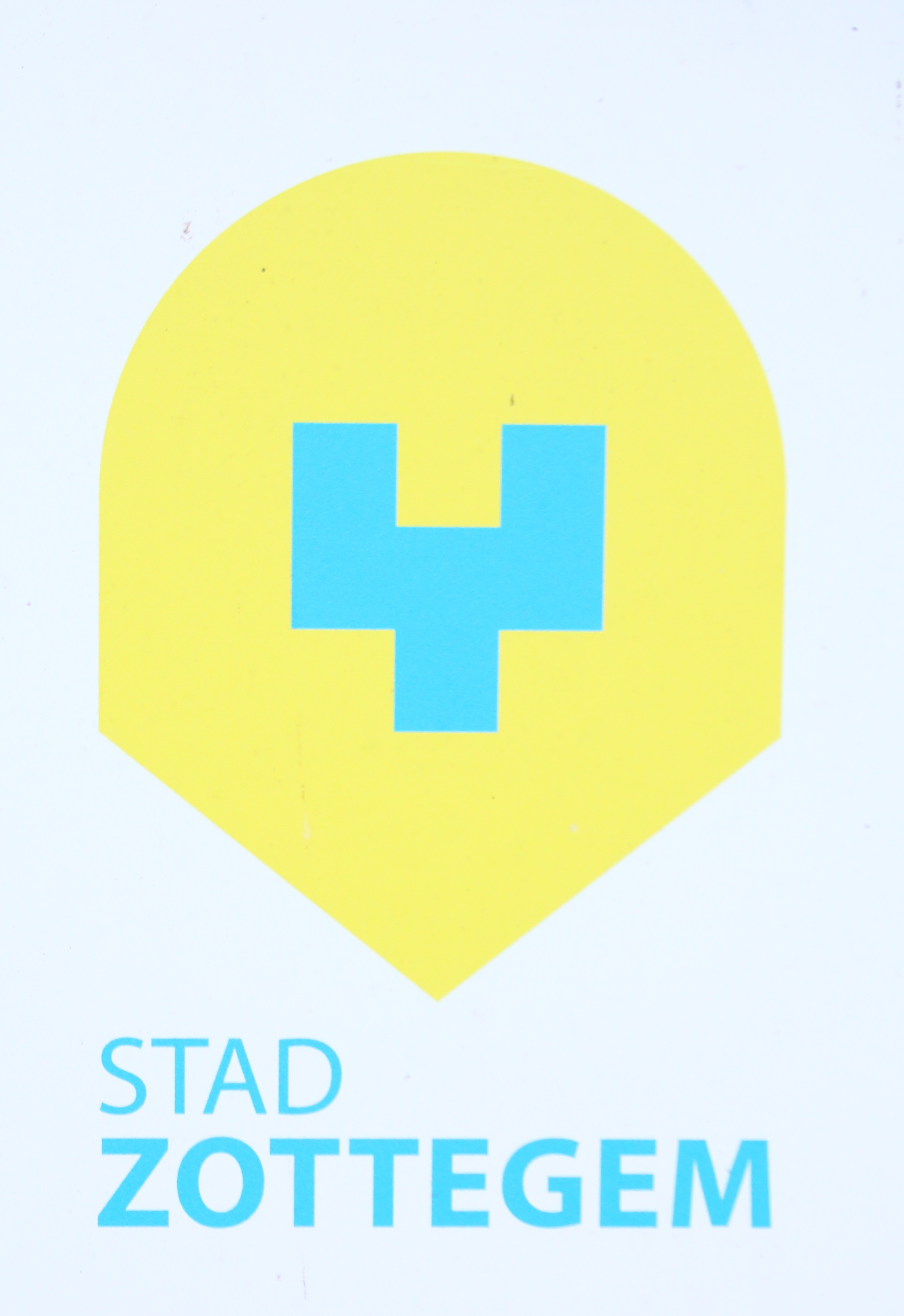
Nieuw stadslogo sinds 2017

Het eerste en tweede wapen zijn gelijk aan elkaar. Het werd op 2 september 1818 door de Hoge Raad van Adel aan de toen Nederlandse gemeente toegekend. Het werd op 13 april 1838 per koninklijk besluit door de Belgische koning bevestigd.
Het oude wapen was afgeleid van het wapen van de heren van Edingen, waar Zottegem in de 13e eeuw nog onder ressorteerde. In 1216 overleed Walter, heer van Zottegem waarna zijn dochter Alice (of Aleydis) het gebied erfde. Zij erfde het gebied omdat haar broers reeds waren overleden. Alice trouwde met Zeger I van Edingen. Hun twee zoons verkregen na hun overlijden het gebied en splitsten het. Geraard van Edingen kreeg Zottegem, maar bleef het oude familiewapen gebruiken. Om verwarring met het wapen van zijn broer te voorkomen, wijzigde hij de kleuren in goud en rood. Tot 1793 bleef Zottegem, dat ook een eigen baronie was, dit wapen gebruiken.
Het oude wapenschild kwam dus (op de kleuren na) overeen met dat van Edingen, omdat het adellijke geslacht van Edingen in de 13de eeuw Zottegem als heerlijkheid bezat. In Verheerlykt Vlaandre van Antonius Sanderus staat daarover het volgende te lezen: De Wapens van deze Plaats waren voormaals anders dan nu, voerende tegenwoordig de genen, welke aan het Geslacht van Engien eigen zyn, mits Girard van Engien, Heer van Sotteghem, Zoon van Girard van Engien en van de Dochter van Girard van Vianen by Geertsberg, en kleinzoon van Siger, Heer van Engien, en van de Dochter en Erfgenaame des Heeren van Sotteghem, met Maria, Erfgenaame der Kasselrye van Gendt trouwde, en de Wapens van het Geslacht van Engien te gelyk met den Naam van Sotteghem [...] aan zyne nakomelingen overleverde, alleenlyk met de verandering van het Schild en de koleuren mits hy een Jonger zoon was.  De gemeente gebruikte een blauw met gouden versie van dit wapen.
Het huidige wapen (gouden leeuw op blauwe achtergrond) werd pas in 1990 toegekend, omdat de gemeente vast wilde houden aan het oude blauw-gele wapen. In 1977 werd een verzoek gedaan voor het voortzetten van het oude wapen. De Vlaamse Heraldische Raad was echter tegen het gebruik van het onjuiste wapen en stelde voor om het wapen van de heren van Zottegem te gebruiken (voor het werd aangepast door het geslacht van Edingen): een gouden leeuw (op een rood veld), met een gekroond schild. Een samenvoeging van de wapens van voorgaande gemeenten was niet haalbaar, omdat dat te druk zou worden. De gewijzigde kleuren werden echter door de gemeente afgewezen. De stad echter gebruikte zeer waarschijnlijk de huidige kleuren. Op oude kaarten en wapenboeken wordt het wapen ook als zodanig weergegeven: een gouden leeuw in lazuur. De officiële vlag van Zottegem is gelijk aan het gemeentewapen.
Sinds 2017 werd het wapenschild op officiële communicatie vervangen door een nieuw stadslogo. De gele pointer verwijst naar Zottegem als plaats in en poort van de Vlaamse Ardennen; de vorm ervan verwijst naar de helm van Lamoraal van Egmont. De blauwe kantelen refereren aan de Zottegemse kastelen (Egmontkasteel, kasteel van Leeuwergem, Kasteel Breivelde), een motief uit Egmonts wapenschild en het vizier van Egmonts helm .

## Vergelijkbare wapens
Het oude wapen van Zottegem is gebaseerd op het wapen van de baronie van Zottegem en kan op grond daarvan vergeleken worden met het volgende wapen:

Wapen van Grotenberge
Wapen van Edingen
Het wapen van Galmaarden
Het wapen van Herne
Het wapen van Pepingen

Het huidige wapen kan zijn beurt vergeleken worden met onderstaande wapens van deelgemeenten van de gemeente Zottegem:

Het wapen van Elene
wapen van Erwetegem
Het wapen van Leeuwergem